# Maschinrostbraten
Maschinrostbraten bezeichnet in der österreichischen Küchensprache einen Rostbraten, der in einem geschlossenen Kochgeschirr gedünstet und serviert wird. Bei manchen Kochbuchverfassern ist der Maschinrostbraten gleich mit dem Reinrostbraten. Beide werden in einer geschlossenen Reine gemacht; der Unterschied liegt nur in der Zubereitung:
Maschinrostbraten wird in einer Soße aus Zwiebeln, Petersil, Kapern, Senf, Pfeffer, Essiggurken, Zitronenschale zubereitet und vor dem Servieren mit Fächergurken und kleinen Kipfler (Bratkartoffeln) angerichtet.
Die Soße des Reinrostbratens besteht aus Zwiebeln, gewürzt mit Rosenpaprika und Kümmel, vor dem Garwerden werden Paradeiser und Kartoffeln zugegeben.

## Namensherkunft
Der Maschinrostbraten hat seinen Namen von der „Maschin“ bekommen, einem Reindl mit dicht schließendem Deckel, das ursprünglich für die Armee hergestellt wurde.
Rostbraten-Maschinen waren kleine Kochgeräte, die Mitte des 19. Jahrhunderts in den Feld-, Lager- und Reiseküchen des hohen k.k. Militär verwendet wurden; Soldaten konnten darin ihre Etappen-Portionen auf Spiritus- oder sonstigem Feuer selber zubereiten. Diese bestanden in der k.k. Armee aus einem halben Pfund Rindfleisch und einer entsprechenden Quantität Reis, Gemüse oder Kochmehl, Salz, Branntwein oder Wein pro Kopf.
Im Armeeratgeber Der Menagemeister oder Anleitung zur Zubereitung der Etappenportionen im Felde sind die Rostbraten-Maschinen im Jahr 1876 folgendermaßen beschrieben:

„Sehr große Dienste leisten Rostbraten-Maschinen; sie dienen zugleich für zwei Blechteller, man kann sie von Weißblech oder verzinntem Kupfer machen und auf die Tournister aufschnallen lassen. Der Braten ist im Nu fertig, sehr saftig und man kann in so einer Maschine sehr Vieles bereiten.“

Später wurden die Rostbraten-Maschinen von den Händlern auch an private Haushaltungen verkauft. Im Wörterbuch der Küche und Tafel ist der „Reinbraten“ ein Maschinen-Rostbraten aus gedünstetem Rindsschnitzel mit Zwiebel und Paprika. Andere Kochbücher nennen die „bekannte Blech-Casserolle (gedeckte Maschine)“ oder „luftdicht verschließbare Kasserolle (welche man zu Maschinen-Rostbraten zu kaufen bekommt)“. Für Franz Maier-Bruck ist diese Beschreibung der entscheidende Hinweis, dass es sich hierbei um einen Vorläufer für den modernen Druckkochtopf handelte.